# 国家石油天然气管网集团
国家石油天然气管网集团有限公司，简称国家管网集团（英語：PipeChina），是中华人民共和国一家主要从事石油、天然气输送和调运的大型中央企业。

## 历史

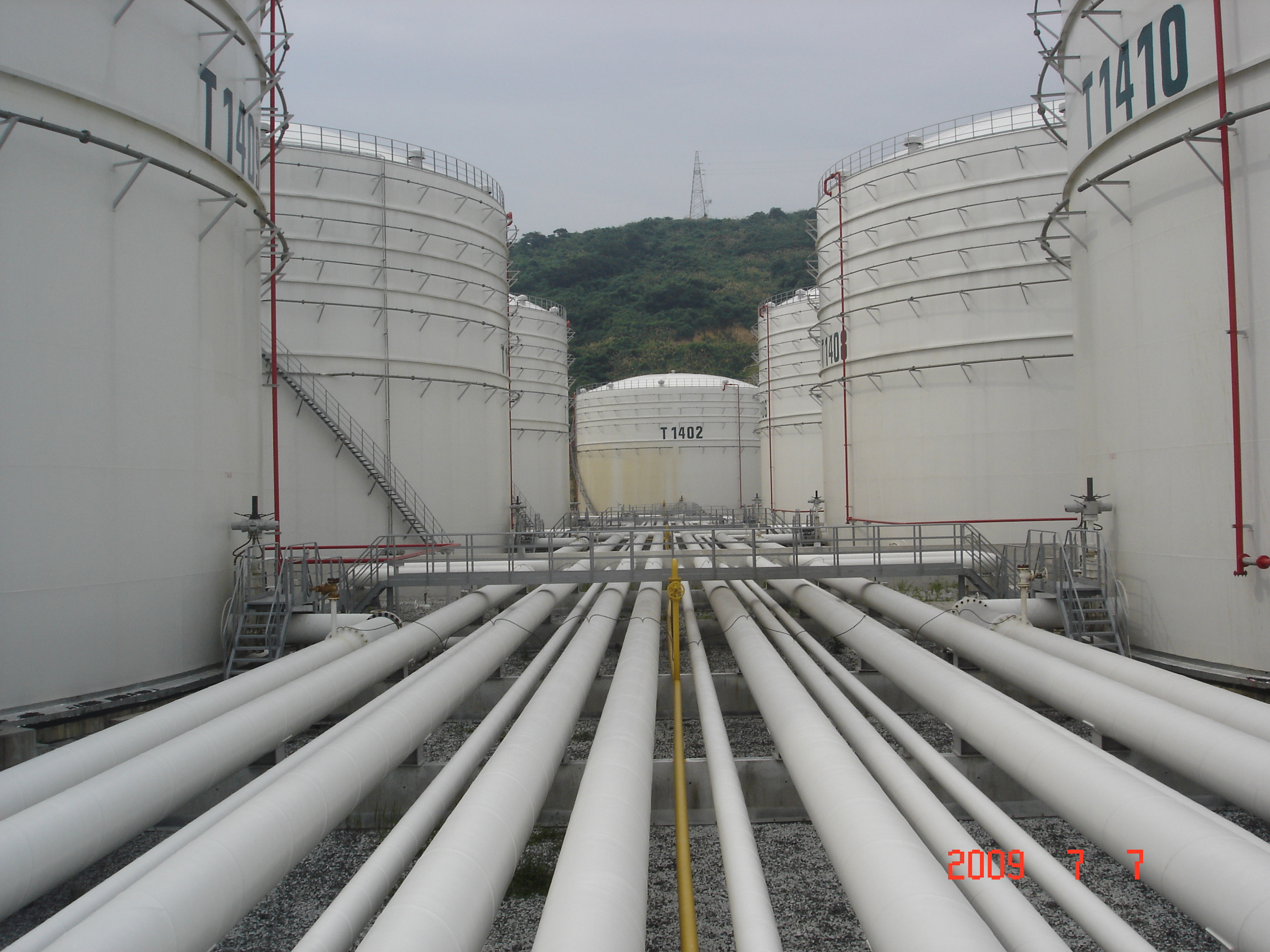
一条用于轻质油品储运的等温输送管线。

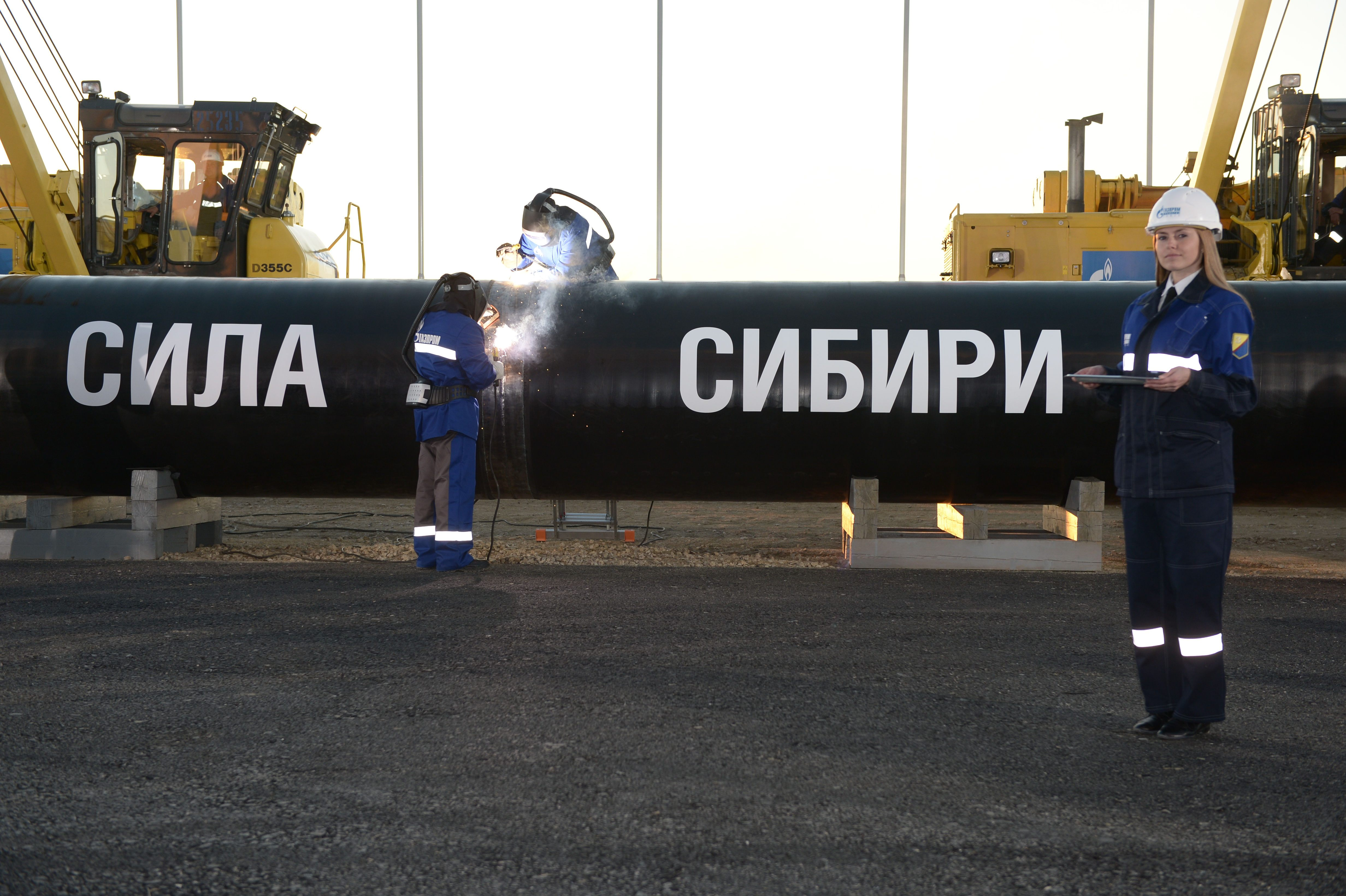
由俄罗斯天然气工业股份公司与原中国石油天然气集团公司管道分公司合资投建的中俄东线天然气管道。

1973年6月22日，中华人民共和国燃料化学工业部石油管理局成立中国石油天然气管道局，负责油气长输管道管理。1975年2月1日，撤销燃料化学工业部，成立中华人民共和国石油化学工业部，石化部相应组建石油化学工业部管道局。1978年3月8日，第五届全国人民代表大会第一次会议决定，撤销石油化学工业部，设立中华人民共和国石油工业部，设立石油工业部管道局。1982年2月25日，成立中国海洋石油总公司，海洋石油所涉部分油气管道管理工作由中海油承担。1983年7月20日，成立中国石油化工总公司。1988年9月17日，根据国务院机构改革方案，撤销石油工业部，成立中国石油天然气总公司。中国石油天然气总公司管道局负责油气管道管理工作。
1998年3月，第九届全国人民代表大会第一次会议审议批准的《国务院机构改革方案》决定对石油石化工业实施战略性改组，分别组建中国石油天然气集团（简称中国石油集团）和中国石油化工集团（简称中国石化集团）两个特大型企业集团公司。1998年，原石油部管道局所属华东局及胜利输油公司（东黄线）、襄樊输油公司（魏荆线）、新乡输油公司（中洛线）约2500千米管道划归中国石化集团管理，组建中国石化集团管道储运公司。原石油部管道局所属管道设计、研究、施工、运输、机械制造、采办以及东北、西北、华北等地区的管线由中国石油集团管理，组建中国石油天然气集团有限公司管道局。
1999年8月，中国石油集团进行重组改制，对中国石油天然气集团有限公司管道局进行企业化改革，组成中国石油天然气股份有限公司管道分公司。
2013年10月，国务院发展研究中心课题组提交“383”方案，提出将石油天然气管网业务从上中下游一体化经营的油气企业中分离出来，组建若干家油气管网公司，并建立对油气管网的政府监管制度。2015年5月，中共中央办公厅、国务院办公厅印发《关于深化石油天然气体制改革的若干意见》，提出改革油气管网运营机制，分步推进国有大型油气企业干线管道独立，实现管输和销售分开。
2019年3月19日，中央全面深化改革委员会第七次会议审议通过《石油天然气管网运营机制改革实施意见》，要求推动石油天然气管网运营机制改革，提出组建国有资本控股、投资主体多元化的石油天然气管网公司。2019年5月24日，中华人民共和国国家发展和改革委员会、国家能源局、住房和城乡建设部、国家市场监督管理总局联合印发《油气管网设施公平开放监管办法》，从监管层面为国家管网公司成立作准备。
2019年12月9日，国家石油天然气管网集团有限公司在北京成立。新组建的国家管网公司列入国务院国有资产监督管理委员会监管的中央企业名单，国务院国资委、中国石油天然气集团、中国石油化工集团、中国海洋石油持股比例分别为40%、30%、20%、10%。中石油、中石化、中海油三大石油公司全资和控股（参股）的4MPA以上国家干线管网、省级管网、LNG接收站、储气库、管网调度业务等资产及相关员工将被纳入国家管网公司。

## 机构设置
根据有关规定，国家管网公司各本部和事业部为正厅局级。国家管网公司设置（控股）下列机构（单位）：

### 内设机构
- 办公室（党组办公室、董事会办公室）
- 人事部
- 规划计划部（创新战略部）
- 战略执行部（生产经营部）
- HSE与企业管理部
- 审计合规部（巡视工作办公室）
- 财务部
- 党群部

### 本部和事业部
- 生产运行指挥本部
- 科技研发本部
- 工程建设本部
- 管道完整性本部
- 原油事业部
- 天然气事业部
- 成品油事业部

## 业务
合并前，中国大陆油气主干管道共9.6万公里，中石油、中石化、中海油分别占63%、31%、6%；全国省级干线管网共2.5万公里，三大石油公司与其他主体各占50%。
合并后，根据有关规定，国家管网公司主要负责全国油气干线管道、部分储气调峰设施的投资建设；负责干线管道互联互通及与社会管道联通，形成“全国一张网”；负责原油、成品油、天然气的管道输送，并统一负责全国油气干线管网运行调度，定期向社会公开剩余管输和储存能力，实现基础设施向所有符合条件的用户公平开放等。
《经济参考报》认为，标志着石油天然气管网运营机制市场化改革迈出了关键一步，有利于促进竞争，提高供给、公平开放，提高效率、吸引资本，加快建设，推进整个天然气市场化的改革。《上海证券报》认为，国家管网公司成立后，仍需面对管网建设压力，天然气产运销协调，供应供应责任划分等诸多问题。